# Encyclopaedia Judaica
Encyclopaedia Judaica – 26-tomowa angielskojęzyczna encyklopedia narodu żydowskiego i jego wiary – judaizmu. Zawiera informacje na temat różnych dziedzin świata i kultury żydowskiej, łącznie z historią Żydów wszystkich epok, kultur, a także świąt, języka, Tory i komentarzy. Do 2010 została wydana dwukrotnie, drugie wydanie zostało przejrzane i uzupełnione.
Pierwowzorem dla angielskojęzycznego wydania była niedokończona, z powodu prześladowań ze strony narodowego socjalizmu, niemieckojęzyczna Encyclopaedia Judaica – wydana w Berlinie w latach 1928–1934 przez wydawnictwo Eszkol należące do Nachuma Goldmanna. Było to dziesięć tomów od Aach do Lyra.
Angielskojęzyczna Encyklopedia była wydana po raz pierwszy w Jerozolimie w latach 1971–1972 w 16 tomach, przez wydawnictwo Keter, oraz w Nowym Jorku przez Macmillan Company. Dodatkowo w latach 1972–1994 wydawano co roku suplementy. Dziesięć roczników. W całości, wszystkie tomy Encyklopedii zawierały 15 milionów słów w ponad 25 tys. artykułów.
Na początku lat 2000. Thomson Gale nabył prawa do Encyklopedii Judaica i w lipcu 2003 ogłosił plany ponownego jej wydania na grudzień 2006. Tak też się stało, pod koniec grudnia 2006 22-tomowa praca była gotowa i w styczniu 2007 ukazała się w księgarniach.